# NGC 4947
NGC 4947 је спирална галаксија у сазвежђу Кентаур која се налази на NGC листи објеката дубоког неба.
Деклинација објекта је - 35° 20' 13" а ректасцензија 13h 5m 20,2s. Привидна величина (магнитуда) објекта NGC 4947 износи 11,9 а фотографска магнитуда 12,7. Налази се на удаљености од 30,674 милиона парсека од Сунца. NGC 4947 је још познат и под ознакама IC 3974, ESO 382-5, MCG -6-29-6, AM 1302-350, IRAS 13025-3504, PGC 45269.